# Eutelia diplographa
Eutelia diplographa är en fjärilsart som beskrevs av George Francis Hampson 1905. Eutelia diplographa ingår i släktet Eutelia och familjen nattflyn. Inga underarter finns listade i Catalogue of Life.